# 크리스토퍼 도일
크리스토퍼 도일(영어: Christopher Doyle, 중국어: 杜可風 두가풍[*], 1952년 5월 2일－)는 오스트레일리아에서 태어나 주로 중화권에서 활동하고 있는 영화인이다. 시드니 대학교에서 문학을 공부하고 이후 홍콩과 미국에서 미술을 공부했다. 18세 이후 선원이 되어 전 세계를 돌아다니다가 1970년대 후반 홍콩에서 중화권에 정착했다. 이 당시 중국어 선생으로부터 자신의 중국어 이름인 두가풍(杜可風)이라는 이름을 선물받았다. 이후 대만에서 영화작품을 시작한다. 그의 첫 촬영감독 작품은 에드워드 양 감독의 <해변의 하루>(海灘的一天)이다. 크리스토퍼 도일의 이름을 널리 알린 계기는 왕자웨이 감독과 오랜 작업을 같이 했기 때문이다. 왕자웨이 감독의 <아비정전>에서 <2046>까지 촬영을 도맡아하면서 유명해졌다. 크리스토퍼 도일은 왕자웨이 감독 작품 이외에도 관금붕 감독의 <레드 로즈, 화이트 로즈>, 천커신 감독의 <퍼햅스 러브>, 장이머우 감독의 <영웅> 등의 촬영감독을 맡았다.

## 감독
- 2006년: 사랑해, 파리 (Paris, je t`aime)
- 1983년: 해변의 하루(海灘的一天)

## 출연
- 1996년: 첨밀밀 - 영어 교사 역

## 음악
- 2007년: 파라노이드 파크 (Paranoid Park)

## 촬영
- 2015년: 기항지 (Port of Call / 踏血尋梅)
- 2010년: 패션 플레이 (Passion Play)
- 2009년: 온딘 (Ondine)
- 2009년: 리미츠 오브 컨트롤 (The Limits of Control)
- 2008년: 동사서독 리덕스 (Ashes of Time Redux)
- 2008년: 다운로딩 낸시 (Downloading Nancy)
- 2006년: 레이디 인 더 워터 (Lady in the Water)
- 2006년: 사랑해, 파리 (Paris, je t`aime)
- 2006년: 디지털 삼인삼색 2006 : 여인들
- 2005년: 화이트 카운티스 (The White Countess)
- 2005년: 보이지 않는 물결 (Invisible Waves)
- 2005년: 퍼햅스 러브 (Perhaps Love / 如果愛)
- 2004년: 2046 (2046)
- 2004년: 에로스 (Eros)
- 2003년: 라스트 라이프 라스트 러브 (Last Life in the Universe)
- 2002년: 쓰리 (Three)
- 2002년: 토끼 울타리 (Rabbit-Proof Fence)
- 2002년: 영웅 (Hero)
- 2001년: 메이드 (Made)
- 2000년: 화양연화 (In The Mood For Love)
- 1999년: 리버티 하이츠 (Liberty Heights)
- 1998년: 싸이코 (Psycho)
- 1997년: 해피 투게더 (Happy Together / 春光乍洩)
- 1997년: 모텔 선인장 (Motel Cactus)
- 1997년: 첫사랑 (First Love : A Litter on the Breeze)
- 1996년: 첨밀밀 (Comrades: Almost A Love Story / 甛蜜蜜)
- 1996년: 대삼원 (Tristar / 大三元)
- 1995년: 타락천사 (Fallen Angels)
- 1994년: 중경삼림 (Chungking Express)
- 1994년: 동사서독 (Ashes of Time / 東邪西毒)
- 1990년: 아비정전 (Days of Being Wild / 阿飛正傳)

## 인물 정보
- 천커신(진가신) 감독의 첨밀밀에서 알콜중독자 영어선생 역으로 출연했다.

## 수상정보
- 2006년 2046으로 제40회 전미비평가협회상 촬영상 수상

## 같이 보기
- 홍콩 영화